# Ricardo Williams
Ricardo Williams (ur. 25 czerwca, 1981 w Cincinnati) – amerykański bokser kategorii lekkopółśredniej, srebrny medalista olimpijski. Na Letnich Igrzyskach Olimpijskich 2000 w Sydney zdobył wicemistrzostwo olimpijskie.